# 厳王寺 (田原市)
厳王寺（ごんのうじ）は愛知県田原市赤羽根町にある曹洞宗の寺院。明応九年(1500年)に戸田政光が開基。慶安元年から1925年（大正14年）まで金能寺の名称であった。

## 歴史
- 明応9年（1500年）8月1日　戸田左近尉政光（田原城主）によって開基 [2]
- 寺名は文亀年間（1501年 - 1504年）より慶長6年（1601年）までは厳王寺とする[3]。
- 慶安元年より1925年（大正14年）まで金能寺と書き、1925年（大正14年）12月17日から厳王寺の名称に戻る[2]

### 寺子屋
田原藩は幕末から明治初年にかけて仮校舎として寺院に郷校を設立した。田原の龍門寺、野田の法華寺、浦の西光院に加え、赤羽根の金能寺（厳王寺）にも寺子屋が開設された。

## 境内

### 本尊
大覚皇妙荘厳王如来。
木彫金箔像。由来は不明。腹部に胎内仏がある。

### 山門
屋根の鬼瓦に宝永3年(1706年)の刻印がある。様式は薬医門であり、彫刻類は江戸中期を代表する様式である。潮風で浸食を受けやすい町内で最も古い木造建築の一つに挙げられる。赤羽根町指定有形文化財の第一号として登録され、赤羽根町と田原市の合併により田原市指定文化財となる。

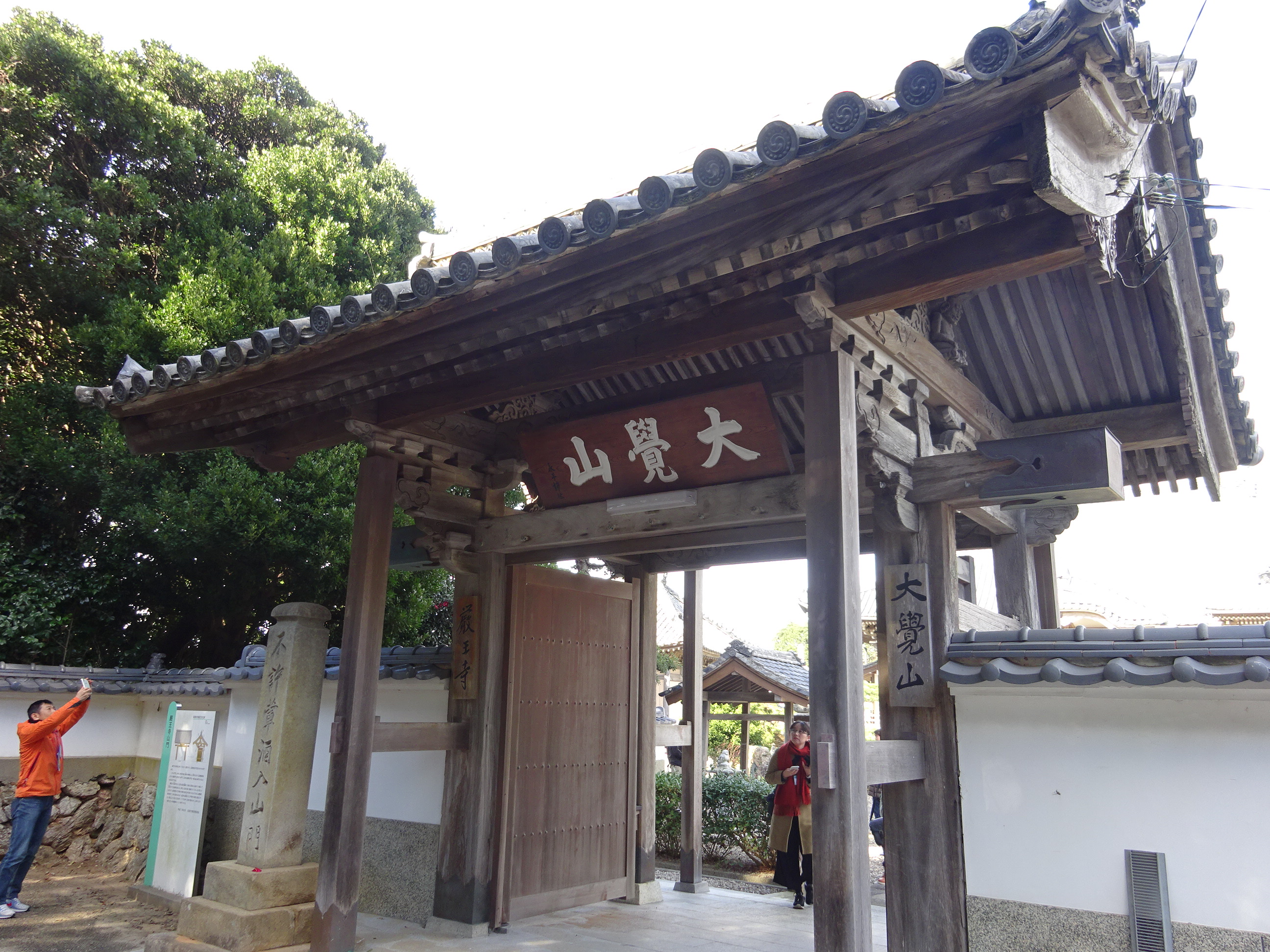
厳王寺の入口にある山門

### 種田山頭火の歌碑
1939年（昭和14年）4月より数日間、種田山頭火が敬愛する坪井杜国、松尾芭蕉に関係の深い伊良湖岬へ旅立った際、赤羽根で下車して丸三という宿に泊まった。その縁で、厳王寺の境内に、山頭火の「山行水行」の一節「山あれば山を観る　雨の日は雨を聴く　春夏秋冬　あしたもよろし　ゆふべもよろし」が書かれた歌碑が置かれている。

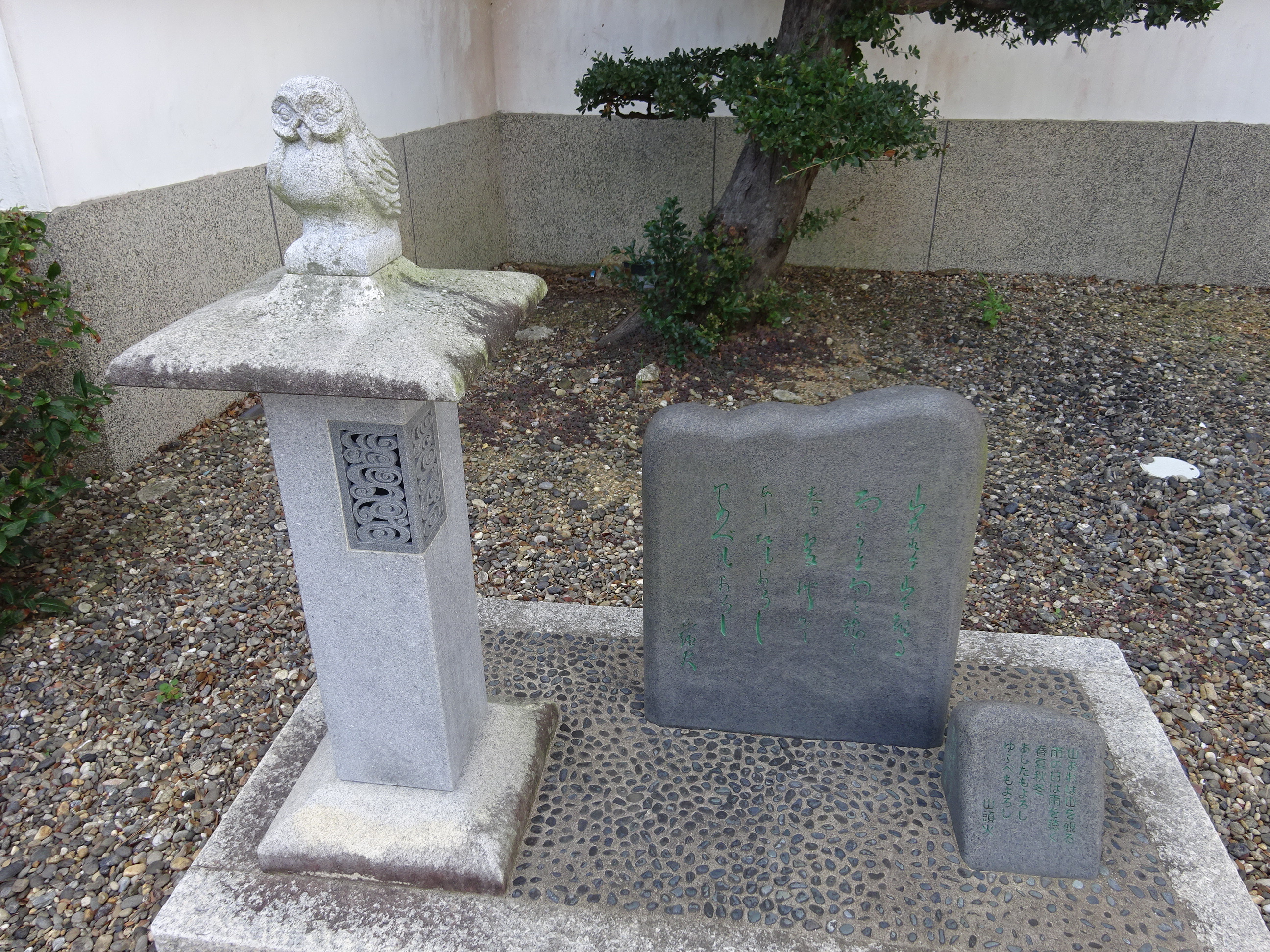
厳王寺にある山頭火の歌碑

## 交通アクセス
- 豊橋鉄道渥美線終点三河田原駅から約10km。
- 豊鉄バス伊良湖支線「田原市赤羽根市民センター」もしくは「東赤羽根」バス停から約500m